# Gabyna
Gabyna is een geslacht van vlinders van de familie spinneruilen (Erebidae), uit de onderfamilie Calpinae.

## Soorten
- G. caudalis Felder, 1874
- G. erratrix Möschler, 1880
- G. metaloba Hampson, 1926
- G. pindarus Schaus, 1912
- G. placida Butler, 1879